# Snake (rivière)
Pour les articles homonymes, voir Snake.
Le Snake ou plus communément la Snake River est une rivière américaine, qui coule dans le nord-ouest du pays. Son nom signifie « serpent » en anglais ; il a probablement dérivé d'un signe en forme d'un « S » que les Amérindiens Shoshone ont fait avec leurs mains pour imiter la natation des saumons. La rivière Snake mesure 1 670 km de longueur et est le plus long affluent du fleuve Columbia. Il prend sa source dans le Wyoming dans le parc national de Yellowstone avant de poursuivre vers le parc national du Grand Teton. Elle traverse l'État de l'Idaho et forme sa frontière ouest avec l'Oregon. Elle entre ensuite dans l'État de Washington pour rejoindre le fleuve Columbia à Pasco. Son débit moyen est de 1 610 m3/s.

## Histoire
La présence humaine sur les rives de la Snake River remonte à au moins 11 000 ans. Les saumons qui remontaient la rivière par millions fournissaient alors une précieuse ressource alimentaire aux populations vivant sur ses rives.
Au temps de l'expédition de Lewis et Clark, les Nez-Percés et les Shoshones étaient les principales tribus vivant le long de la Snake River. À cette époque, à la suite de premiers contacts avec les Européens, notamment des trappeurs français, les premiers chevaux avaient été introduits dans la vallée, modifiant ainsi profondément le mode de vie des Amérindiens pour plusieurs décennies avant que ne s'installent les premiers colons européens.
Au cours du XIXe siècle la piste de l'Oregon fut une importante voie d'émigration en direction du nord-ouest des États-Unis. Après avoir franchi les Rocheuses les pionniers longeaient le cours de la Snake River en direction du fleuve Columbia et de ses fertiles vallées.
Le puissant débit de la rivière et sa forte pente ont été utilisés depuis le début du XXe siècle pour fournir de l'hydroélectricité. Une quinzaine de grands barrages ont transformé le cours inférieur de la Snake en une succession de réservoirs. Il a été proposé d'en supprimer plusieurs pour permettre aux saumons de remonter à nouveau la rivière.

## Cours

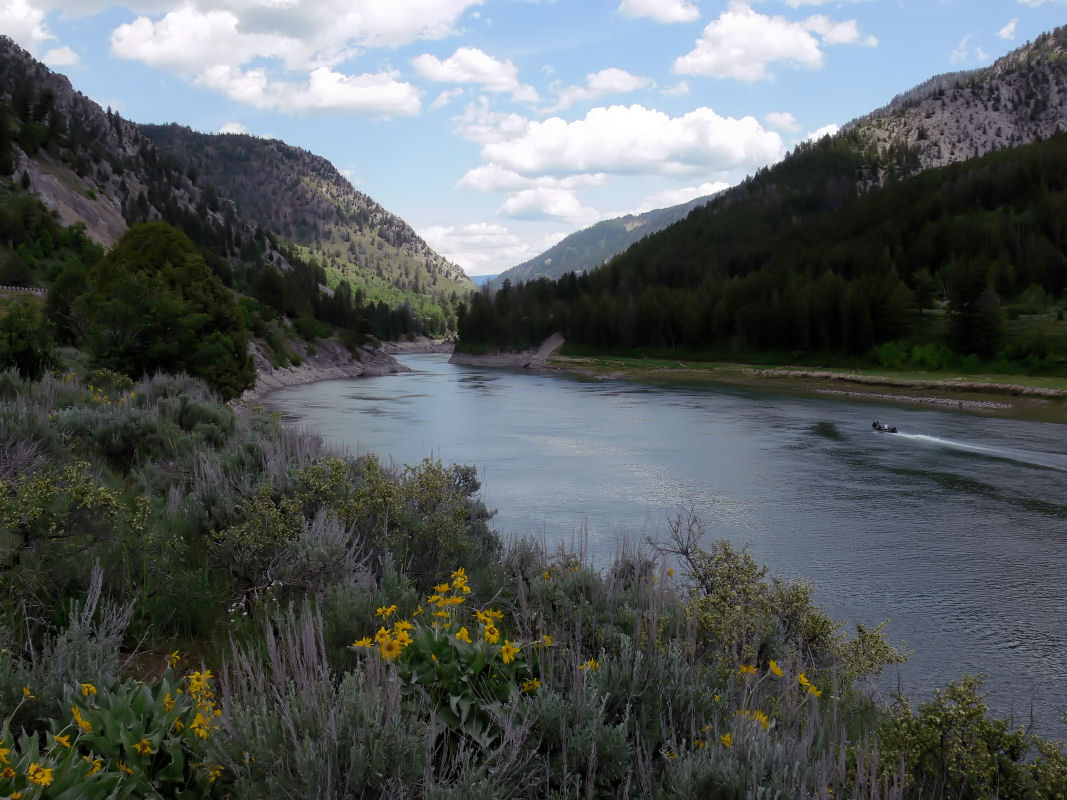
Snake River à Alpine (Wyoming)

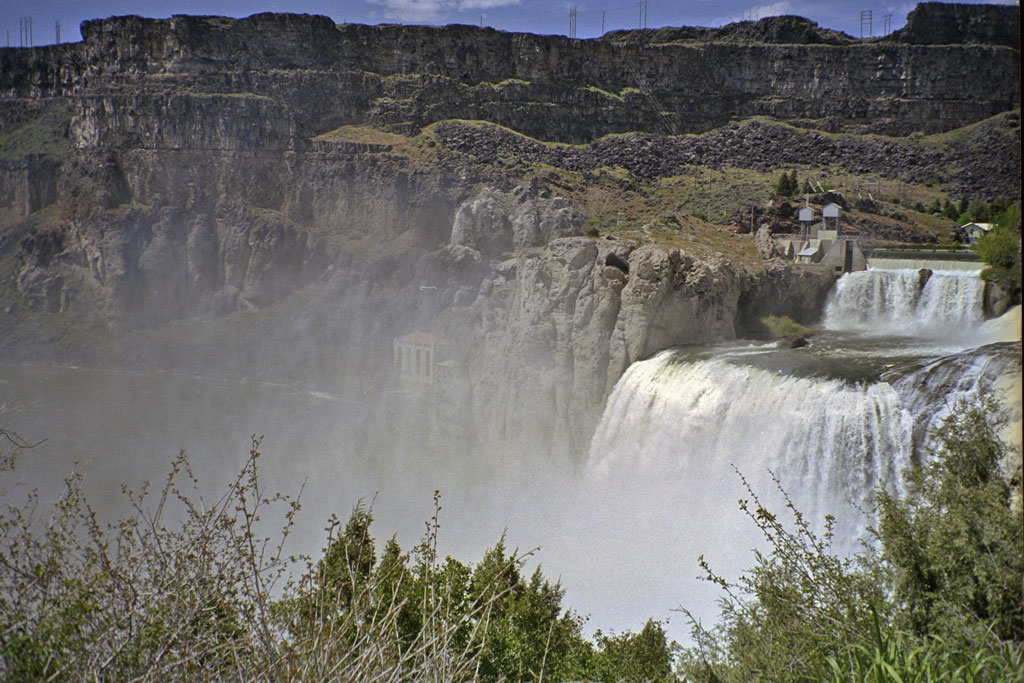
chutes de Shoshone

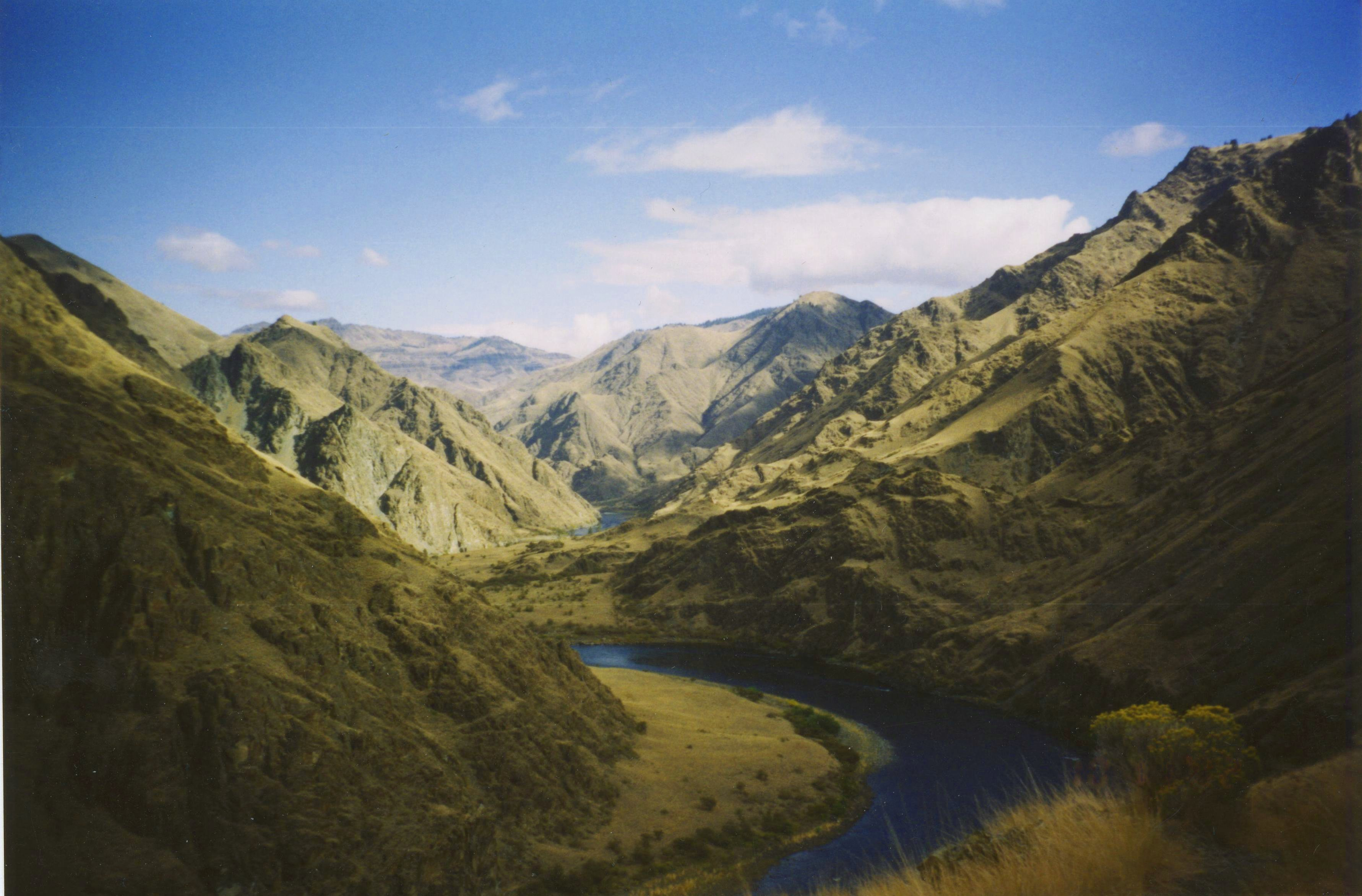
la Snake River dans le Hells Canyon

Formée par la réunion de trois torrents dans l'ouest du Wyoming, dans le parc national de Yellowstone, la Snake River commence son cours en tant que petite rivière et se dirige vers l'ouest puis le sud pour rejoindre le lac Jakson, situé à une altitude de 2 064 m. Il coule dans la vallée de Jackson Hole sur ses 80 premiers km. Ensuite la Snake River prend un grand virage en direction du nord-ouest et franchit le Snake River Canyon ou la rivière se fraie un chemin à travers la chaine de montagne de Teton Range. Elle reçoit la Salt River à l'est de l'Idaho. Après avoir franchi le barrage de Palisades Dam elle pénètre dans la large plaine de la Snake River, une région naturelle en forme de croissant qui occupe une bonne partie sud de l'Idaho. La rivière y décrit un large arc de cercle.
La rivière reçoit sur sa droite, à Idaho Falls, l'Henrys Fork, parfois considéré comme l'embranchement nord de la Snake River et se dirige vers le sud-ouest. Elle infléchit ensuite progressivement son cours vers l'ouest, traversant la réserve indienne de Fort Hall et formant le réservoir d'American Falls. Ensuite elle entre dans le Canyon de la Snake River de l'Idaho. Le fleuve y franchit d'importantes chutes hautes de 64,7 m appelées les chutes de Shoshone. Ces chutes d'eau sont d'ailleurs plus hautes que celles du Niagara et sont parfois surnommées les chutes du Niagara de l'Ouest. Elles marquent la limite amont au-delà de laquelle les saumons ne peuvent remonter le cours de la rivière. En effet en raison de leur hauteur celles-ci sont infranchissables pour les poissons. Au voisinage de Twin Falls la rivière atteint le point le plus au sud de son parcours et elle infléchit son cours en direction du nord-ouest puis du nord.
Peu après être passé à hauteur de la capitale de l'Idaho, la Snake River reçoit les eaux de la Boise et de l'Owyhee. C'est à partir de cet endroit que le cours de la rivière sert de frontière naturelle entre l'Idaho et l'Oregon sur une distance de 270 km. La rivière y franchit un canyon particulièrement profond et spectaculaire appelé le Hells Canyon. Elle s'y fraie un chemin entre les massifs montagneux des Montagnes Bleues à l'ouest et des Montagnes de la Salmon River à l'est. Il y avait des centaines de rapides dans le Hells Canyon autrefois mais beaucoup ont disparu avec la construction de trois barrages sur cette partie du cours de la rivière. La Salmon River, le plus important des tributaires de la Snake River, se jette dans celle-ci à mi-parcours au niveau du canyon, dans l'un des endroits les plus reculés que l'on puisse imaginer. Plus en aval la Snake River sert de frontière naturelle entre l'Idaho et l'État de Washington. Sur cette partie de son cours elle est rejointe par la Grande Ronde puis à Lewiston par la Clearwater. Lewiston est la grande ville la plus en amont que peuvent rejoindre les navires.
Après avoir quitté le Hells Canyon, la rivière se dirige vers l'ouest et coule dans une région faite de basses collines de l'est de l'État de Washington appelée Palouse Hills. Sur cette partie de son trajet, quatre barrages ont été construits sur son cours, donnant naissance à une succession de lacs de retenue.
La Snake River se jette dans la Columbia à Pasco. La confluence de la Snake River et de la Columbia a été submergée par un lac de barrage, le lac Wallula.
La Snake River coule à une altitude élevée sur une grande distance. À Idaho Falls elle coule à une altitude de 1 434 m. À son embouchure elle ne se trouve plus qu'à une altitude de 109 m.

## Bassin hydrographique
Le bassin versant de la Snake River couvre une surface de 280 000 km2 et s'étend partiellement sur 6 États américains : Wyoming, Idaho, Nevada, Utah, Oregon et Washington, la plus grande portion étant située dans l'Idaho. Son bassin représente 41 % de la surface totale du bassin de la Columbia. Au point de confluence de la Snake River avec la Columbia, la Snake River contribue pour 37 % au débit total du fleuve. À ce même endroit la Snake River mesure 1 670 km de long contre 920 km pour la Columbia et son bassin hydrographique est légèrement plus vaste (4 % plus étendu). La plus grande partie de son bassin s'étend entre les montagnes Rocheuses à l'est et le plateau du Columbia au nord-ouest. Son bassin est soumis en grande partie à un climat semi-aride mais les variations sont importantes d'un point à un autre. Ainsi la large plaine alluviale dans laquelle coule la Snake River dans le sud de l'Idaho ne reçoit qu'entre 200 et 400 mm/an de précipitations alors que dans les montagnes de la Salmon River où coule son principal affluent celles-ci peuvent dépasser les 1 000 mm/an. Dans une bonne partie des terres qui longent le fleuve il est fait usage de l'irrigation pour l'agriculture, notamment dans la plaine de la rivière Snake.

## Géologie

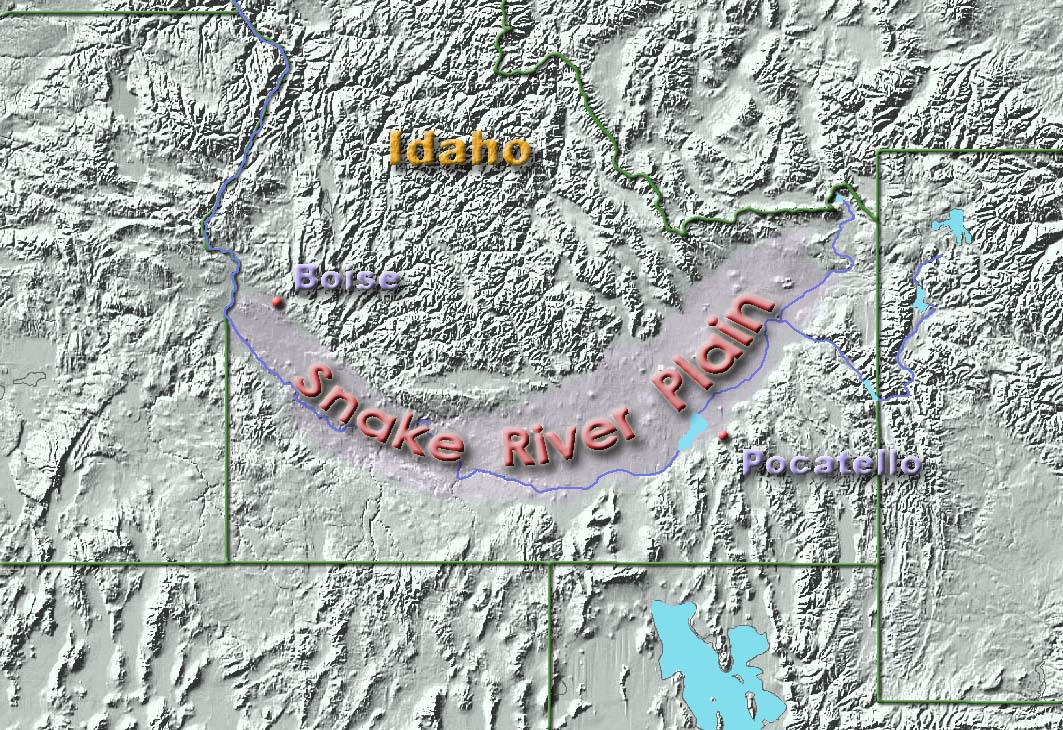
Plaine de la Snake River

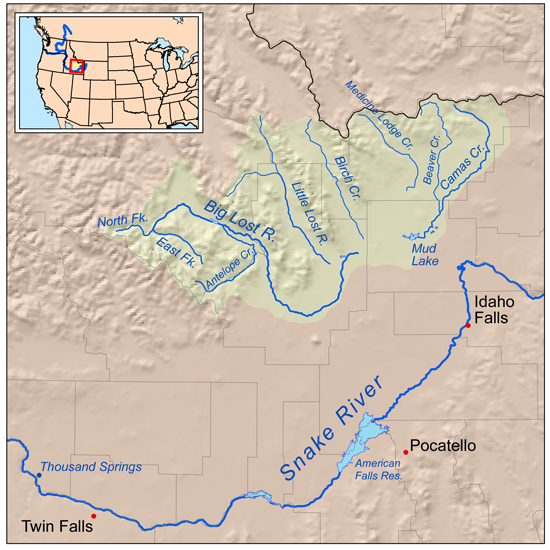
Comme le montre cette carte, certaines rivières disparaissent dans la plaine de la Snake River, leurs eaux s'infiltrant dans le sol

Sur une grande distance la rivière Snake parcourt la Plaine de la Snake River, une région topographique en forme de croissant qui s'étend au sud de l'Idaho de la frontière avec le Wyoming à la frontière avec l'Oregon. Il s'agit en fait d'une plaine au climat semi-aride dont l'altitude moyenne est de 1 500 m. De nombreuses rivières au cours sinueux y ont creusé de profonds canyons. À l'ouest de Twin Falls la plaine est recouverte de sédiments lacustres. En effet à l'époque du Miocène un barrage de lave a obstrué la vallée et a donné naissance au lac Idaho. La taille du lac a varié au cours du temps avant que celui-ci ne disparaisse définitivement au Pléistocène. 
En des temps géologiques plus proches de nous, il y a 14 500 ans, le lac Bonneville, un lac glaciaire qui couvrait une bonne partie de l'Utah, s'est déversé de manière catastrophique dans la Plaine de la Snake River en empruntant la vallée de la rivière Portneuf. L'inondation a laissé des traces de son passage dans le sud de l'Idaho sous forme de dépôts de gravier et de sable et d'éboulis de roche et a donné naissance à une topographie dite de scabland. De chaque côté de la rivière le sol a été arraché mettant ainsi à nu la roche basaltique sous-jacente, et contribuant à la création des chutes d'eau de Twin Falls, Shoshone Falls, Crane Falls et Swan Falls qui jalonnent le cours de la rivière Snake.
Sous la Plaine de la Snake River s'étend un des aquifères les plus productifs des États-Unis. Il occupe une surface de 26 000 km2. Les différences d'altitude et la grande perméabilité du sol basaltique sont à l'origine des nombreuses résurgences que l'on trouve dans la plaine, certaines d'entre elles étant des puits artésiens. Les eaux souterraines proviennent des eaux de surface de la rivière Snake et des nombreuses rivières de la région. Plusieurs rivières de la partie nord de la plaine de la Snake River, comme la rivière Big Lost, disparaissent même complètement, leurs eaux s'infiltrant en totalité dans le sol et servant à réalimenter l'aquifère. Celles-ci resurgissent plus loin, à l'ouest de Twin Falls, sous forme de ruisseaux, notamment à Thousand Springs (en français : Mille Ruisseaux). Ces ruisseaux se jettent par la suite dans la rivière Snake.

## Hydrologie
Le graphique ci-dessous présente le débit moyen mensuel de la rivière Snake mesuré sur une période de 57 ans à Clarkston. Clarkston est une ville de l'est de l'État de Washington située à la confluence de la rivière Snake et de la rivière Clearwater. La surface du bassin versant de la rivière Snake à cet endroit est de 267 300 km2 (soit 95 % de la surface de son bassin versant à son embouchure) et son débit moyen est de 1 415 m3/s. La lame d'eau écoulée annuellement dans son bassin s'élève donc à 167 mm, une valeur relativement faible. Le fleuve possède un régime mixte à dominante nivale. Les valeurs records connues pour le débit mensuel sont de 5 889 m3/s et 311 m3/s.

## Principaux affluents

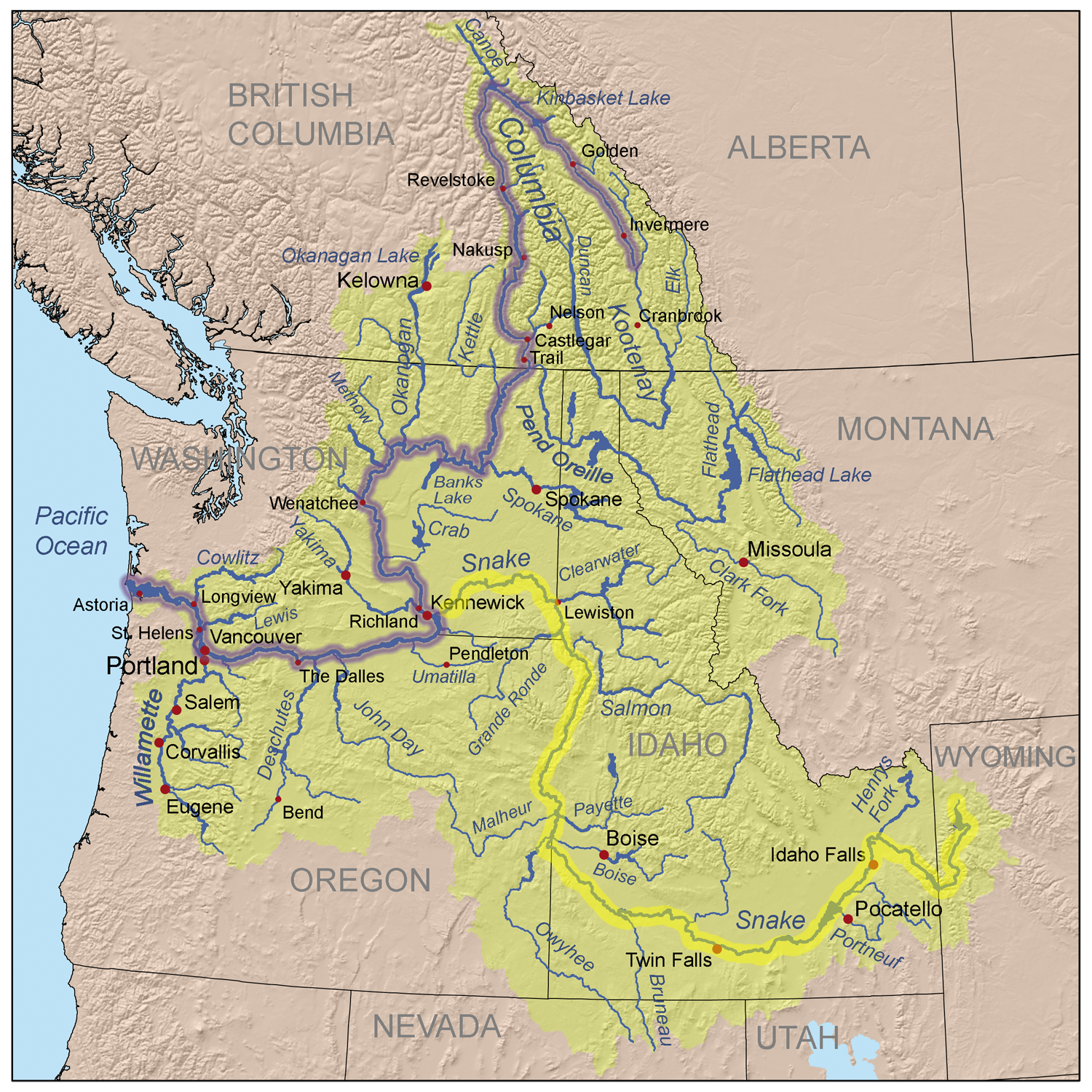
La Snake River et ses principaux affluents

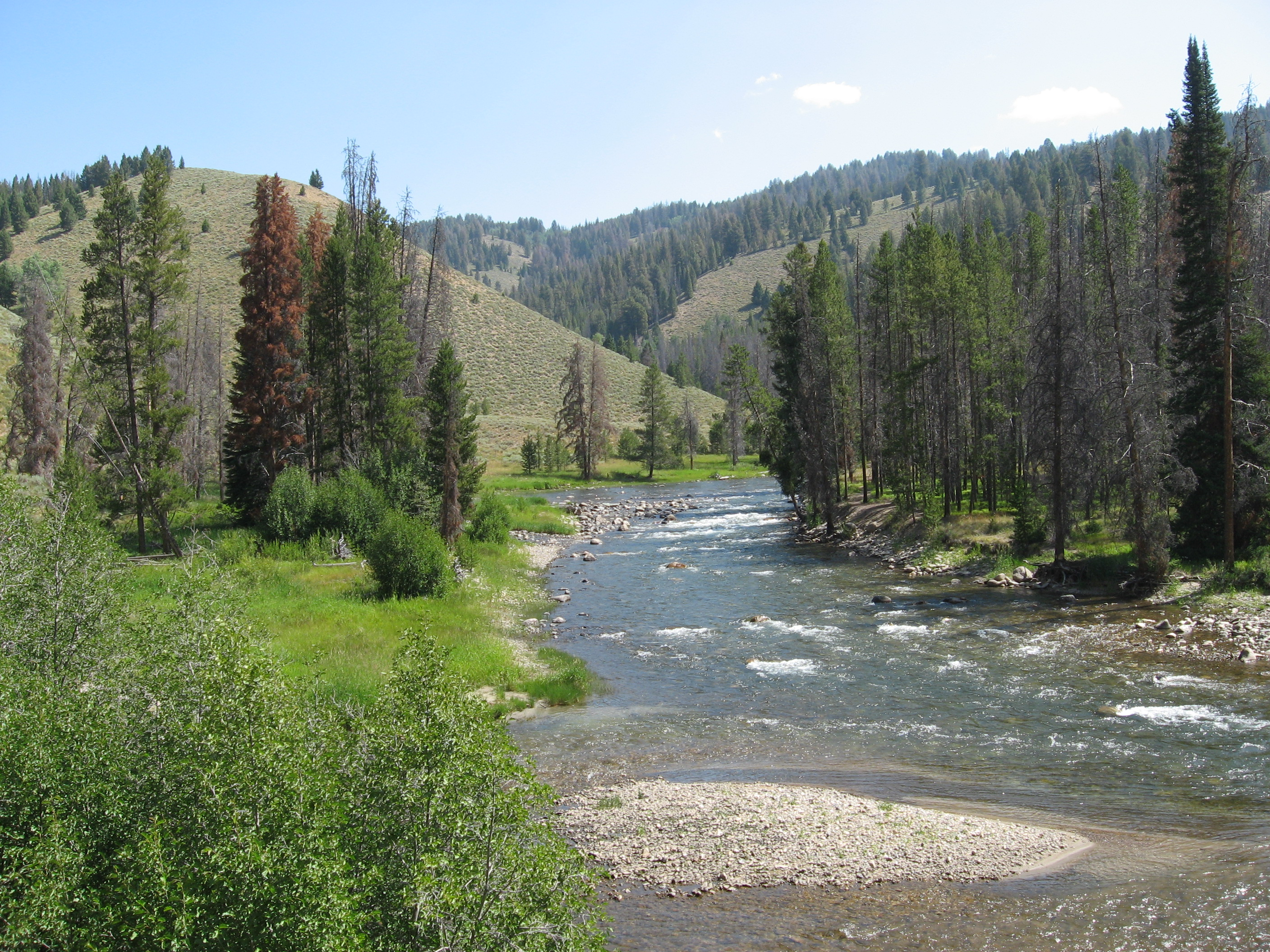
La Salmon River est le plus important affluent de la Snake River. Il coule dans les Salmon River Mountains

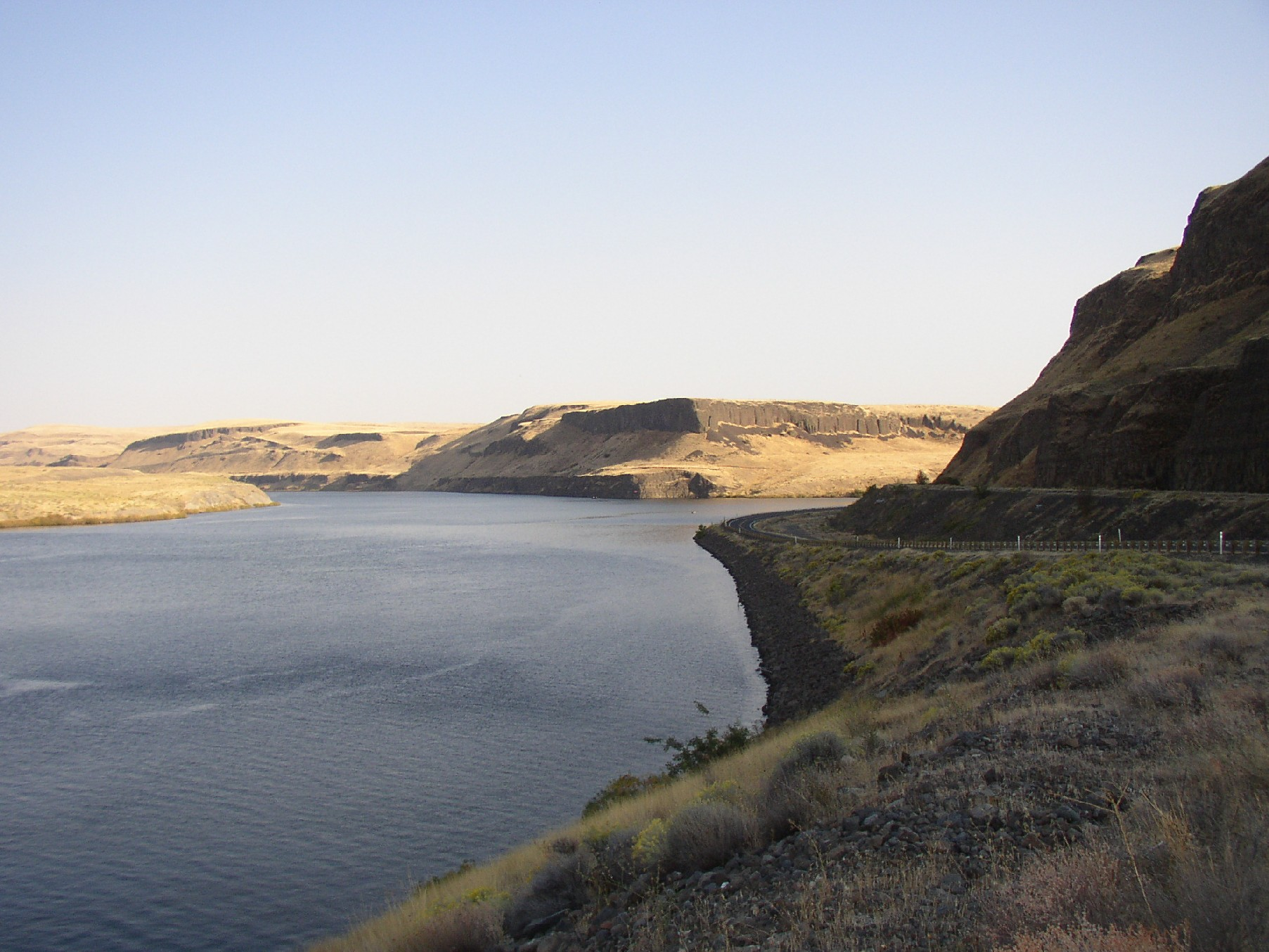
confluence de la rivière Snake et de la rivière Tucannon

| Nom                                             | Longueur (km) | Bassin versant (km2) | Débit (m3/s) | Rive   |
| ----------------------------------------------- | ------------- | -------------------- | ------------ | ------ |
| de la source à la frontière Wyoming-Idaho       |               |                      |              |        |
| Heart River                                     | 13,7          |                      |              | droite |
| Lewis                                           | 19            |                      |              | droite |
| Gros Ventre                                     |               | 1 660                |              | gauche |
| Hoback                                          | 89            | 1 600                |              | gauche |
| Greys                                           | 105           | 2 100                |              | gauche |
| Salt River                                      | 110           | 2 300                |              | gauche |
| de la plaine de la rivière Snake à Hells Canyon |               |                      |              |        |
| Henrys Fork                                     | 180           | 8 320                | 59,4         | droite |
| Portneuf                                        | 154           | 3 440                | 11,8         | gauche |
| Raft River                                      |               | 3 900                |              | gauche |
| Malad River                                     | 211           | 7 800                | 3,17         | droite |
| Salmon Falls Creek                              | 351           | 5 390                |              | gauche |
| Bruneau                                         |               | 8 560                | 11           | gauche |
| Boise                                           | 121           | 11 000               |              | droite |
| Owyhee                                          | 450           | 28 620               | 28           | gauche |
| Malheur                                         | 266           | 12 000               |              | droite |
| Payette                                         | 100           | 8 400                |              | droite |
| Hells Canyon                                    |               |                      |              |        |
| Weiser                                          | 140           | 4 300                |              | droite |
| Burnt River                                     | 80 km         |                      |              | gauche |
| Salmon                                          | 684           | 36 000               | 313          | droite |
| Grande Ronde                                    | 341           | 10 000               | 86           | gauche |
| Clearwater                                      | 305           | 24 980               | 430          | droite |
| de la frontière Idaho-Washington à l'embouchure |               |                      |              |        |
| Tucannon                                        | 110           | 1 300                |              | gauche |
| Palouse                                         | 230           | 8 550                | 17           | droite |